# Роскоэлит
Роскоэли́т — редкий минерал из группы слюд, содержащий ванадий. Представляет собой мусковит, в котором часть алюминия замещена ванадием. Встречается в гидротермальных жилах. Используется в качестве ванадиевой руды.
Химическая формула — K(V3+, Al, Mg)2AlSi3O10(OH)2.

## Название
Минерал получил название в честь Генри Энфилда Роско (1833—1915) — английского химика, занимавшегося исследованиями ванадия.

## Физические свойства
Роскоэлит представляет собой полупрозрачные оливково-зелёные или зеленовато-коричневые кристаллы с перламутровым блеском. Плотность составляет 2,92—2,94 г/см³. Кристаллы обладают моноклинной сингонией и характеризуются весьма совершенной спайностью по пинакоиду. Роскоэлиту свойственен плеохроизм.

## Нахождение в природе
Роскоэлит может встречаться в золото-серебряно-теллуровых низкотемпературных эпитермальных месторождениях вместе с кварцем, флюоритом, пиритом и карбонатами. Другой тип месторождений — окисленные низкотемпературные урано-ванадиевые руды в осадочных породах, где роскоэлит соседствует с корвуситом, геветтитом, карнотитом и тюямунитом.
При добыче золота роскоэлит обычно считается нежелательной примесью. Тем не менее, на месторождении Маунт-Каре в Папуа — Новой Гвинее минерал добывается наряду с золотом и считается ценным продуктом.

## Месторождения
Роскоэлит добывается в США, Японии, Австралии, Фиджи, Чехии, Габоне; на территории бывшего СССР — в Казахстане (Каратауский ванадиевый бассейн).